# Sct. Mariæ Skole
Sct. Mariæ Skole er en katolsk privatskole i Aalborg, der blev oprettet i 1899. Skolens klassetrin går fra børnehaveklassen til 10. klasse. Den første 10. klasse  kom i 1981. Skolen har 455 elever. Skoleleder er Peter Holm Jensen. I 2019 udvidede skolen sit areal, da de overtog Kamillianer Gården (et tidligere hospice). Det er meningen, at der skal være plads til parallelklasser til hvert klassetrin, så der bliver plads til 500 elever på skolen.  
”Cambridge Associate School”
Fra år 2017 har Sct. Mariæ Skole tilbudt eleverne den internationale engelskprøve tilrettelagt af "University of Cambridge." Det er frit valg, om de i 9. klasse går op til prøven, som bliver afholdt på samme tidspunkt verden over. Elever, der gennemfører den, får et internationalt anerkendt eksamensbevis.  
Musik
Sct. Mariæ Skole vægter kreative fag, herunder musik. Der bliver hver dag til morgensamling sunget en sang fra "Dansk Skolesangbog", som er en af de bøger, eleverne får udleveret. Der er fire sangkor på skolen og to bigbands. Skolens bigbands har eksisteret siden 1999, og koncertbigbandet har bl.a. spillet i Chicago, Grønland og Disneyland. Alle skolens elever modtager i 3. klasse musikundervisning på enten trompet, saxofon eller trombone. I 2014 indviede skolen en  musiksal, som danner rammen for kor, orkestre og musikundervisning.